# Ping Records
Ping Records war ein US-amerikanisches Jazz-, Doo-Wop- und Rhythm-and-Blues-Plattenlabel, das 1956 gegründet wurde und bis 1957 bestand.
Das kurzlebige Label Ping wurde 1956 von Frank Evans gegründet, der in 4648 South Cottage Grove in Chicago einen Schallplattenladen besaß und Jukeboxen bestückte. Bei seinem Label Ping Records erschienen nur sechs Singles; weitere Stücke wurden produziert, aber nicht veröffentlicht. Ursprünglich sollte auch noch ein Schwesterlabel namens Pong geschaffen werden, um Jazz-Aufnahmen zu produzieren, wozu es aber nicht kam. Das Label Ping entstand auf Anregung von Lawrence „Legree“ Cox, des Managers der Doo-Wop-Gruppe De'bonairs. Diese wurden von einer Gruppe begleitet, in der auch der Pianist Andrew Hill spielte. In einer Session, bei der acht Stücke aufgenommen wurden, „war der Mikrokosmos der Chicagoer Nachkriegsszene versammelt: die gleichen Musiker, die die vier Doowop-Nummern begleitet hatten, produzierten anschließend zwei Hardbop-Piano-Trios und zwei R&B-beeinflusste Jazz-Instrumental-Nummern“.
Die De'bonairs wurden bei der Session von Andrew Hill, Von Freeman, Laurdine „Pat“ Patrick, Malachi Favors und Wilbur Campbell begleitet. Die letzte Ping-Session entstand 1957 mit der Band des Altsaxophonisten Porter Kilbert, der auch Fortunatus „Fip“ Ricard (tp), Hobart Dotson (tp, arr), Lewis „Bill“ Ogletree (tp), Johnny Avant (tb), Eddie Williams (ts). McKinley „Mac“ Easton (bars). Billy Wallace (p); Eddie Calhoun (b) und Vernel Fournier (dr, cowbell) angehörten.